# Halictus lubumbashicus
Halictus lubumbashicus är en biart som beskrevs av Cockerell 1945. Halictus lubumbashicus ingår i släktet bandbin, och familjen vägbin. Inga underarter finns listade i Catalogue of Life.